# Frimärksaktie
Frimärksaktie, engelska penny stock, är en aktie med litet enhetsvärde. I svensk valuta brukar detta betyda från några öre till 5-10 SEK per aktie.
I USA räknas aktier med en kurs mindre än 5 USD som frimärksaktier, och i Storbritannien en kurs mindre än 1 GBP.